# Гипподамант
Гипподамант (др.-греч. Ἱπποδάμας) — имя ряда персонажей греческой мифологии и исторических личностей:
- сын речного бога Ахелоя и Перимеды, отец Эвриты, жены Порфаона[1][2];
- сын Приама, убитый Аяксом Теламонидом[3][4];
- троянец, убитый Одиссеем[5];
- троянец, убитый Ахиллом[6][7];
- троянец, убитый Агамемноном[8][9];
- отец Перимелы[10];
- афинский архонт в 375/374 году до н. э.[11][12];
- афинский стратег в 459/458 году до н. э., погибший в том же году[13]
- спартанец, участвовавший в Аркадской войне в 364 году до н. э. и погибший в битве при Мегалополе в 330 году, будучи 80-летним стариком[14]
- Поэт из Саламина, которого цитирует Ямвлих[15].